# Marius Iordache
Marius Sandu Iordache (n. 8 octombrie 1978, Craiova) este un jucător român de fotbal care este liber de contract. A debutat în Divizia A în 1996, pentru FC Universitatea Craiova. A mai evoluat la Steaua București, FC Național, Pandurii Târgu Jiu sau Ceahlăul Piatra Neamț, dar și în străinătate la Villarreal CF și Ethnikos Achnas.

## Legături externe
- Profil la romaniansoccer.ro